# 維索克 (巴文科伏區)
48°58′0″N 36°51′12″E / 48.96667°N 36.85333°E
維索克（烏克蘭語：Високе）是位於烏克蘭東部的村莊，由哈爾科夫州伊久姆區的巴爾溫科韋市鎮負責管轄。該村始建於1923年，面積0.13平方公里，海拔高度175米，2001年人口178，人口密度每平方公里1,358.8人。